# Гурени (Горж)
Гурени (рум. Gureni) насеље је у Румунији у округу Горж у општини Пештишани. Oпштина се налази на надморској висини од 305 m.

## Становништво
Према подацима из 2002. године у насељу је живело 429 становника, од којих су сви румунске националности.